# 艾福
艾福（1420年—1492年），字天錫，湖廣襄陽護衛人，明朝政治人物。進士出身。

## 生平
湖廣鄉試第七十七名舉人。天順四年（1460年）庚辰科會試第八十一名，殿試登進士第三甲第四十四名。天順七年十二月（1464年）以理刑半年考稱，擢監察御史。成化初巡按山西，三年復按浙江，以父喪歸。八年擢光祿寺少卿，十三年陞正卿，十四年上疏請省異教供餼，坐繫詔獄，奪俸六月。十九年擢禮部右侍郎，仍掌寺事，累上疏乞歸，始命致仕。家居八年，以弘治五年七月卒，年七十三。

## 家族
曾祖父艾濟民，元省都鎮撫。祖父艾文盛。父亲艾賢。